# Berghausen (Gemeinde Ehrenhausen an der Weinstraße)
Berghausen ist eine Ortslage in den Windischen Büheln in der Steiermark wie auch Ortsteil der Gemeinde Ehrenhausen an der Weinstraße im Bezirk Leibnitz der Südweststeiermark.
Die ehemalige Gemeinde wurde 2015 der Gemeinde Ehrenhausen angeschlossen.

## Geografie
Berghausen befindet sich an der Grenze zu Slowenien, etwa zehn Kilometer südöstlich von Leibnitz, um die 3½ km westlich vom Grenzübergang Spielfeld/Šentilj, direkt südlich an den Gemeindehauptort Ehrenhausen anschließend. Das Ortsgebiet liegt am östlichen Beginn der Südsteirischen Weinstraße. Es erstreckt sich über gut vier Kilometer auf zwei Riedeln, die sich von der Murebene bei Ehrenhausen und bei Gamlitz zwischen Ratscher Bach und Ewitschbach südostwärts zu den Grenzbergen Witscheinberg/Svečinski vrh mit 515 m/517 m und Platsch/Plački vrh mit 510 m ziehen, hauptsächlich auf Höhen um die 300–400 m ü. A. Nordwestlich wird das Gebiet vom unteren Ewitschbach begrenzt, und zieht sich dann südwärts durchs Gelände, östlich bildet die Straße zum Platsch die Grenze.

### Nachbarortslagen
|             | Ehrenhausen (OT)                            |                                          |
| Ratsch (OT) | Kompassrose, die auf Nachbargemeinden zeigt | Spielfeld (OT, Gem. Straß in Steiermark) |
|             | Kungota (Gem., Podravska reg., SI)          |                                          |

### Ortsgliederung
Der Ortsbereich umfasst gut 250 Gebäude mit etwa 600 Einwohnern.
Zum Gebiet gehören drei Ortschaften (Bevölkerung am 1. Jänner 2024):
- die Rotte Ewitsch (391 Ew.) – mit einigen Einzellagen
- die zerstreuten Häuser Wielitsch (187 Ew.)
- die Rotte Zieregg (14 Ew.)

Katastralgemeinden sind:
- Ewitsch (223,00 ha)
- Wielitsch (340,97 ha) mit Zieregg.

Der Ortsteil Berghausen bildet einen Zählsprengel der Gemeinde, einen Ort namens Berghausen gibt es nicht.

## Geschichte
Durch das Gebiet führte schon zur Römerzeit eine Hauptstraße vom Murtal ins Drautal bei Marburg, die Römerstraße Poetovio – Poedicum (Ptuj – Bruck an der Mur), der heutige Übergang über Šentilj – Spielfeld dürfte wegen der ausgedehnten Auen in der Murebene unpassierbar gewesen sein, sodass die Straße ab Ad Vicesimum (Radkersburg) Mur-rechtsufrig blieb. Die Route verlief vermutlich vom Pass Platsch nordwärts über den Graßnitzberg, nordwestwärts zum Platscherhof, wieder nordwärts über Ewitsch, und dann nordwestwärts hinunter nach Ehrenhausen – die für Römerstraßen typische geradlinige Trasse mit scharfen Ecken in Abständen einer römischen Meile (etwa 1,4 km) ist in den heutigen Straßen vermutlich noch erkennbar: Dem Verlauf der Römerstraße folgte dann bis in die Neuzeit die Alte Poststraße Wien–Triest, noch 1822 wird der Pass als „ein dem Kommerz sehr erschwerender Berg“ erwähnt.
Das Stift Admont war Eigentümer des Amtes Wielitsch, zu dem der Raum gehörte.

### Ehemalige Gemeinde
Die Aufhebung der Grundherrschaften und Schaffung der Ortsgemeinden erfolgte ab 1848. Die Gemeinde Zieregg (slowenisch Cirnik) entstand 1850, wurde aber nach dem Zerfall Österreich-Ungarns 1919 in die kleine österreichische Ortschaft und das größere slowenische Ciringa geteilt. Ewitsch (Ebič) und Wielitsch (Belič) wurden 1931 aus der Gemeinde Ehrenhausen herausgelöst und ab 1. Jänner 1932 mit Zieregg zu einer neuen Gemeinde zusammengeschlossen, die den Namen Berghausen annahm. Gemeindehauptort war Wielitsch.
Berghausen gehörte immer zum Gerichtsbezirk bzw. Bezirk Leibnitz. Nach der Annexion Österreichs 1938 kam die Gemeinde zum Reichsgau Steiermark, 1945 bis 1955 war sie Teil der britischen Besatzungszone in Österreich.
Seit 2015 ist Berghausen im Rahmen der steiermärkischen Gemeindestrukturreform mit den Gemeinden Ehrenhausen, Ratsch an der Weinstraße und Retznei zusammengeschlossen, die neue Gemeinde führt den Namen Ehrenhausen an der Weinstraße.
Das ehemalige Gemeindegebiet wird als Ortsbereich der neuen Gemeinde weitergeführt.
Letzter Bürgermeister war Gerhard Preglau (ÖVP). Der Gemeinderat setzte sich nach den Wahlen von 2010 wie folgt zusammen:
- 6 ÖVP
- 3 SPÖ

### Einwohnerentwicklung
1869: 449, 1880: 482, 1890: 505, 1900: 493, 1910: 520, 1923: 517, 1934: 596, 1939: 534,
1951: 549, 1961: 471, 1971: 484, 1981: 521, 1991: 571, 2001: 598, 2011: 648, 2015: 626

## Wirtschaft, Infrastruktur und Kultur
Berghausen ist ein kleines Weinbaugebiet. Durch das Gebiet verläuft die Grenzland-Weinstraße L 613 Ehrenhausen – Leutschach, die zur touristischen Route der Südsteirischen Weinstraße gehört, sie biegt vor Zieregg Richtung Ratsch nach Westen ab. Von Spielfeld kommt die Graßnitzbergstraße L 671 herauf. Zum Grenzübergang Platsch/Zieregg führt die Platscher Straße L 660, die als slowenische R708 hinunter nach Podigrac, Plač und Kungota führt und Richtung Maribor (Marburg) anschließt. Der Grenzübergang ist seit dem EU-Beitritt Sloweniens 2004 wieder allgemein frei passierbar.
Am Gipfel des Platsch, schon in Slowenien stehend, befindet sich ein Aussichtsturm mit Sicht weitum in die Südsteiermark und nach Nordslowenien.

### Wappen
Blasonierung (Wappenbeschreibung):
Von Rot und Grün durch einen erniedrigten silbernen Dreibergbalken geteilt, aus diesem oben in Form eines Lebensbaumes eine silberne Weinrebe von drei Trauben und vier Weinblättern wachsend mit zwei äußeren grünen in den Balken reichenden Weinblättern, aus dem Schildfuß wächst ein silbernes Schaumkraut.
Die Verleihung des Gemeindewappens erfolgte mit Wirkung vom 1. September 2002.